# Binnenmarsch
Als Binnenmarsch wird ein Gebiet nordöstlich von Winsen (Luhe) im Landkreis Harburg bezeichnet. Historisch besteht die Binnenmarsch aus fünf Dörfern am Altlauf des Flusses Ilmenau – Tönnhausen, Hunden, Mover, Fahrenholz und Oldershausen. Tönnhausen gehört heute zu Winsen (Luhe), die anderen vier Dörfer zur Samtgemeinde Elbmarsch.
Die Grundschule in Drage-Hunden trägt den Begriff „Binnenmarsch“ in ihrem Namen. Zwischen 1996 und 2006 fand in der Binnenmarsch die Landschaftskunst-Aktion Marschkunst – Kunstmarsch statt.